# Glushko (cràter)
Glushko és un cràter d'impacte de la Lluna relativament recent, unit a la vora occidental del cràter Olbers.

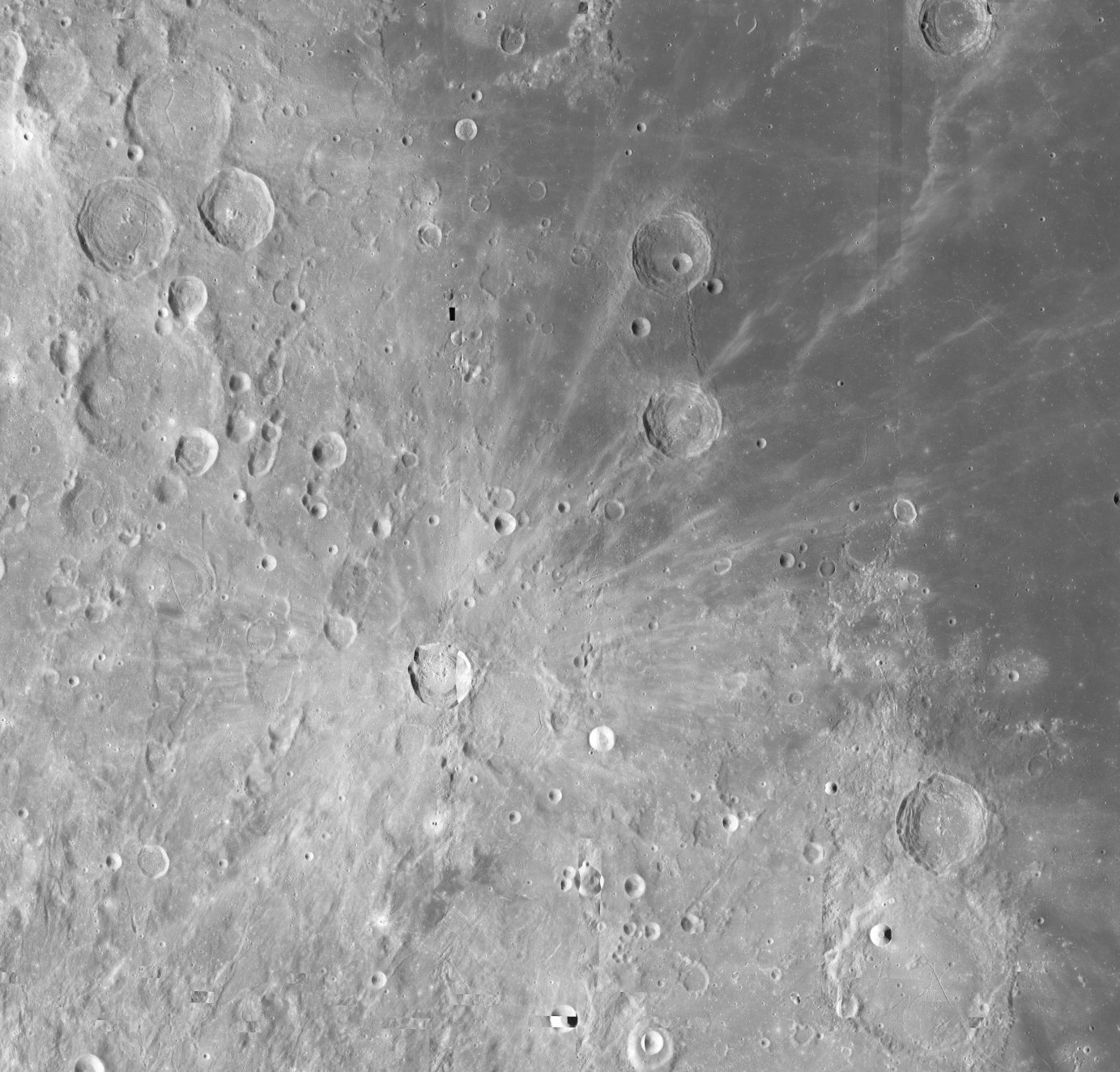
Sistema de marques radials de Glushko. Fotografia de la missió LRO

Glushko posseeix una albedo relativament alta, sent el focus d'un prominent sistema de marques radials que s'estén en totes direccions a través de la superfície propera. Presenta uns trets nítids i ben definits, que combinats amb la seva albedo elevada, són indicatius d'un cràter d'impacte relativament jove. Presenta una petita rampa exterior, amb el material de les parets internes parcialment desplomada formant terrasses i talussos. La seva vora presenta tres sortints localitzats en els seus sectors nord i nord-oest.
A causa de la nitidesa de les seves marques radials, Glushko es classifica com a pertanyent al Període Copernicà.
Aquest cràter es denominava Olbers A abans de ser reanomenat per la UAI.